# Mathias Hegele
Mathias Hegele (* 1978) ist ein deutscher Sportwissenschaftler und Hochschullehrer.

## Leben
Nach dem Abitur, das Hegele 1998 am Werner-Heisenberg-Gymnasium in Neuwied bestand, studierte er zwischen 1999 und 2005 an der Ruprecht-Karls-Universität Heidelberg Sportwissenschaft (Schwerpunkt Bewegungswissenschaft), Sport im Bereich Prävention und Rehabilitation sowie Soziologie. Von September 2002 bis August 2003 legte er während des Studiums ein Auslandsjahr an der Louisiana State University in den Vereinigten Staaten ein. Ab 2005 war Hegele am Leibniz-Institut für Arbeitsphysiologie in Dortmund beschäftigt, 2009 wurde an der Technischen Universität Dortmund seine Doktorarbeit angenommen. Zu Jahresbeginn 2010 trat er im Fachbereich Psychologie und Sportwissenschaft der Justus-Liebig-Universität Gießen eine Juniorprofessur für Sportpsychologie und Motorisches Lernen an. Im Februar 2018 wurde er ebendort zum ordentlichen Professor für Experimentelle Sensomotorik befördert.
Zu den Schwerpunkten seiner wissenschaftlichen Arbeit zählen insbesondere die Themenbereiche „Sensomotorik und Alter“ sowie die „Bedeutung sensomotorischer Repräsentationen für Kognition und Wahrnehmung“.